# میرزا عبدالعلی میرزایی
میرزا عبدالعلی میرزایی معروف به نظام التولیه از سیاستمداران ایرانی بود، که در دوره‌های  پنجم،  نهم  و دوره یازدهم بعنوان نماینده مشهد در مجلس شورای ملی حضور داشت.